# Tobit

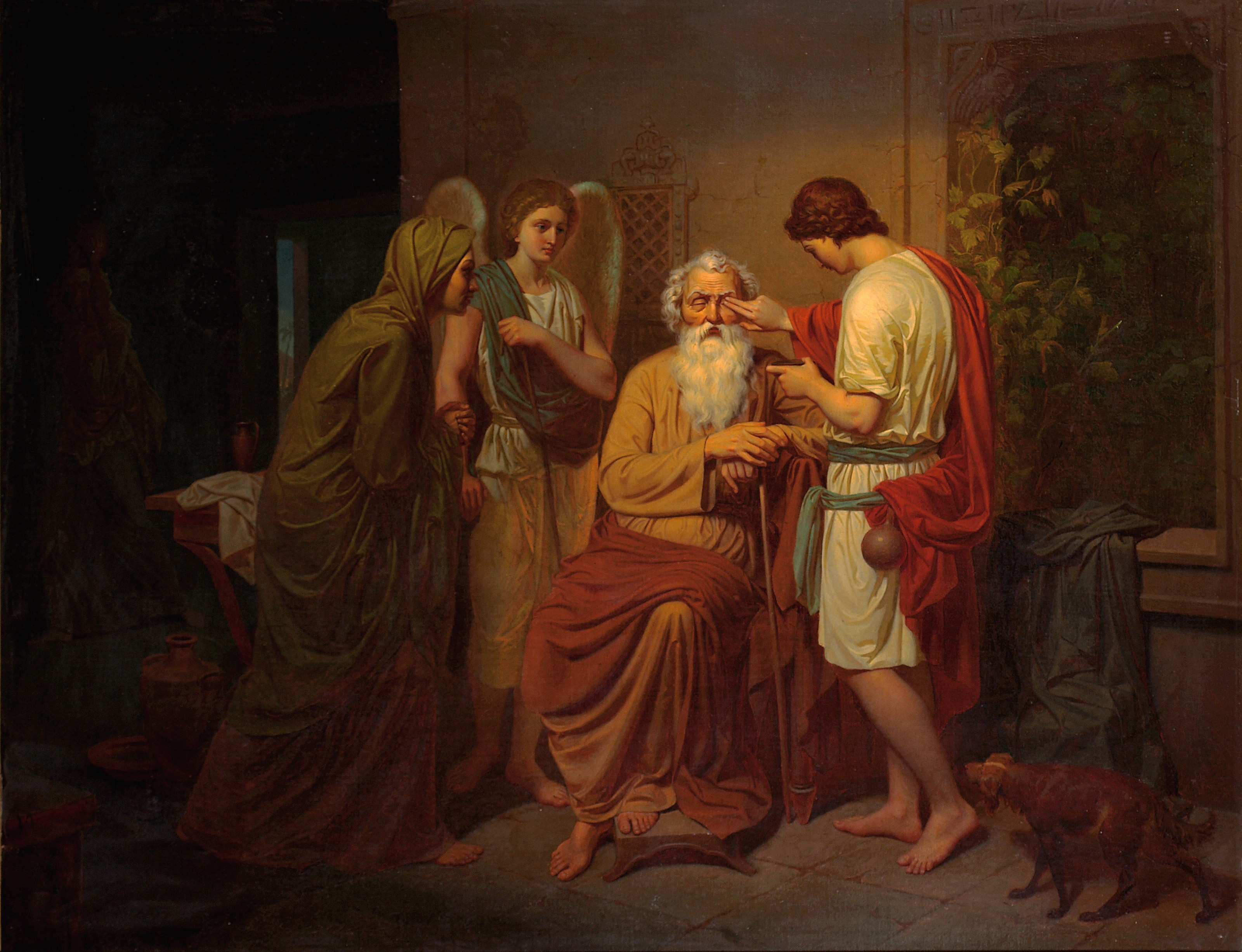
Tobias som läker sin blinde faders ögon (1854), av August Malmström.

Tobit (grekiska Τωβιτ) är en av de apokryfiska böckerna i Tillägg till Gamla Testamentet. Boken handlar om en blind jude, Tobit, som bor i exil i Nineve i Assyrien. Han sänder sin son Tobias till Rages i Medien för att hämta tio talenter silver som Tobit har lämnat i förvar där. På vägen får han sällskap av en man, Asarja, som i själva verket är ärkeängeln Rafael. Asarja skaffar en fru åt Tobias, befriar henne från en demon vid namn Asmodeus och botar Tobit från blindheten.

## Texten
Den grekiska grundtexten till Tobit finns i två varianter. En lite kortare i Codex Vaticanus och Codex Alexandrinus och en lite längre i Codex Sinaiticus, som brukar vara den som ligger till grund för moderna översättningar. I Qumran har forskare även funnit fragment av boken på arameiska och hebreiska. Det troligaste är att boken är skriven på arameiska, men andra förslag finns. Kyrkofadern Hieronymus påstår i förordet till sin latinska översättning i Vulgata att han översatt från ett arameiskt original, men han har översatt så fritt att det inte går att avgöra om han haft tillgång till originaltexten eller en översättning.
Liksom för många bibelböcker är det svårt att datera texten. Eftersom författaren verkar känna till återuppbyggnaden av Jerusalems tempel kring år 500 f.Kr. men inte vanhelgandet av templet under Antiochos IV Epifanes (168–165 f.Kr.) antar man att boken är skriven någon gång däremellan.
De flesta kommentatorer betraktar boken som en skönlitterär berättelse med ett religiöst budskap.

## Historisk och litterär kontext
Berättelsen utspelas i Nineve under 600-talet f.Kr., då Assarhaddon är kung över Assyrien. Tidigare assyriska kungar har fört krig mot det israeliska Nordriket och deporterat en stor del av dess invånare till olika delar av det assyriska väldet. Texten nämner, förutom Assarhaddon, kungarna Salmanassar V och Sanherib men tar sig friheten att hoppa över Sargon II som regerade mellan dessa.
Tobit ger sig in i de i Bibeln väldokumenterade debatterna om kultcentrering och födoregler genom att stolt deklarera att han alltid rest till Jerusalem vid de judiska högtiderna och aldrig ätit hedningarnas mat.
Boken innehåller två teman som går att känna igen i utombiblisk litteratur. Tobit har för vana att leta upp döda israeliter som ligger på gatorna och ge dem en hederlig begravning, och liknande berättelser går att finna i flera olika kulturer. Vanligtvis handlar det då om någon som finner ett enskilt lik, begraver det och sedan får besök av den dödes ande, som tackar honom för hjälpen och ger honom en belöning. Berättelser om kvinnor vars män en efter en avlider under bröllopsnatten är inte heller ovanliga.

## Tobit i kulturen
En av de första teaterpjäserna på svenska, Tobie Comedia av Olaus Petri, är baserad på Tobit.